# Visakha FC
Der Visakha Football Club (Khmer ក្លឹបបាល់ទាត់វិសាខា, Klœ̆b Băltoăt Vĭsakha) ist ein kambodschanischer Fußballverein aus der Hauptstadt Phnom Penh. Aktuell spielt der Verein in der höchsten Liga des Landes, der Cambodian Premier League.

## Erfolge
- Kambodschanischer Vizemeister: 2019, 2022

- Kambodschanischer Zweitligameister: 2017

- Kambodschanischer Pokalsieger: 2020, 2021, 2022

## Stadion
Der Verein trägt seine Heimspiele im Prince Stadium in Phnom Penh aus. Das Stadion hat ein Fassungsvermögen von 7000 Personen.
Koordinaten: 11° 37′ 34,9″ N, 104° 52′ 24,3″ O

## Spieler
Stand: 10. September 2023
| Nr. |            | Position | Name             |
| --- | ---------- | -------- | ---------------- |
| 1   | Kambodscha | TW       | Soksela Keo      |
| 3   | Kambodscha | AB       | Sambath Tes      |
| 4   | Sudafrika  | AB       | Faeez Khan       |
| 5   | Kambodscha | AB       | Rotana Sor       |
| 7   | Kambodscha | MF       | Kimheng Teath    |
| 8   | Japan      | ST       | Takumu Nishihara |
| 9   | Kambodscha | ST       | Bunheing Reung   |
| 11  | Kambodscha | MF       | Sin Kakada       |
| 13  | Brasilien  | ST       | Jonata           |
| 16  | Kambodscha | MF       | Chrerng Polroth  |
| 17  | Kambodscha | ST       | Ty Sa            |
| 19  | Kambodscha | AB       | Meng Chheng      |

| Nr. |            | Position | Name              |
| --- | ---------- | -------- | ----------------- |
| 20  | Kambodscha | AB       | Sophanat Sin      |
| 21  | Osttimor   | ST       | Mouzinho          |
| 22  | Kambodscha | TW       | Hul Kimhuy        |
| 23  | Kambodscha | MF       | Sodavid In        |
| 25  | Kambodscha | AB       | Chansopheak Ken   |
| 27  | Kambodscha | AB       | Sovann Ouk        |
| 28  | Usbekistan | MF       | Alisher Mirzaev   |
| 33  | Kambodscha | TW       | Samdy Chhert      |
| 69  | Kambodscha | ST       | Neth Nat          |
| 77  | Brasilien  | MF       | Jorge Eduardo     |
| 88  | Kambodscha | MF       | Sovann Makara Sin |
| 99  | Kambodscha | AB       | Nora Leng         |

## Trainer
| Name                 | von                | bis                |
| -------------------- | ------------------ | ------------------ |
| Hok Sochivorn        | 1. Juli 2017       | 3. Juli 2019       |
| Akeeb Tunji Ayoyinka | 3. Juli 2019       | 8. Dezember 2021   |
| Colum Curtis         | 10. Januar 2020    | 26. September 2021 |
| Johann Noetzel       | 27. September 2021 | 7. Dezember 2021   |
| Lee Tae-hoon         | 8. Dezember 2021   | 22. Mai 2022       |
| Channa Meas          | 1. Juli 2022       | 30. November 2022  |
| Simon McMenemy       | 31. Dezember 2022  | 5. Dezember 2023   |
| Channa Meas          | 6. Dezember 2023   | 15. Juni 2024      |
| Jurgis Kalns         | 13. Juni 2024      |                    |

## Beste Torschützen seit 2018
| Saison | Name                    | Tore |
| ------ | ----------------------- | ---- |
| 2018   | Choe Myong-ho           | 14   |
| 2019   | Eliel da Cruz Guardiano | 20   |
| 2020   | Filip Mihaljević        | 13   |

## Saisonplatzierung
| Saison  | Liga                     | Liga  | Liga        | Pokal       | Pokal |
| Saison  | Liga                     | Level | Platzierung | Hun Sen Cup |       |
| ------- | ------------------------ | ----- | ----------- | ----------- | ----- |
| 2018    | Cambodian League         | 1     | 3.          |             |       |
| 2019    | Cambodian League         | 1     | 2.          | Halbfinale  |       |
| 2020    | Cambodian League         | 1     | 5.          | Sieger      |       |
| 2021    | Cambodian League         | 1     | 3.          | Sieger      |       |
| 2022    | Cambodian League         | 1     | 2.          | Sieger      |       |
| 2023/24 | Cambodian Premier League | 1     | 3.          |             |       |
| 2024/25 | Cambodian Premier League | 1     | 3.          |             |       |

## Statistik in den AFC-Wettbewerben
| Saison | Wettbewerb | Runde    | Verein                | Heim                                         | Auswärts                                     | Gesamt                                       | Platz                                        |
| ------ | ---------- | -------- | --------------------- | -------------------------------------------- | -------------------------------------------- | -------------------------------------------- | -------------------------------------------- |
| 2021   | AFC Cup    | Gruppe I | Geylang International | Keine Austragung wegen der COVID-19-Pandemie | Keine Austragung wegen der COVID-19-Pandemie | Keine Austragung wegen der COVID-19-Pandemie | Keine Austragung wegen der COVID-19-Pandemie |
| 2021   | AFC Cup    | Gruppe I | FC Lalenok United     | Keine Austragung wegen der COVID-19-Pandemie | Keine Austragung wegen der COVID-19-Pandemie | Keine Austragung wegen der COVID-19-Pandemie | Keine Austragung wegen der COVID-19-Pandemie |
| 2021   | AFC Cup    | Gruppe I | Terengganu FC         | Keine Austragung wegen der COVID-19-Pandemie | Keine Austragung wegen der COVID-19-Pandemie | Keine Austragung wegen der COVID-19-Pandemie | Keine Austragung wegen der COVID-19-Pandemie |
| 2022   | AFC Cup    | Gruppe G | Kaya FC-Iloilo        | 2:1                                          | 2:1                                          | 2:1                                          | 2. Platz                                     |
| 2022   | AFC Cup    | Gruppe G | Bali United           | 5:2                                          | 5:2                                          | 5:2                                          | 2. Platz                                     |
| 2022   | AFC Cup    | Gruppe G | Kedah Darul Aman FC   | 1:5                                          | 1:5                                          | 1:5                                          | 2. Platz                                     |

## Visakha FC B
Der Visakha Football Club B ist die zweite Mannschaft des Erstligisten Visakha FC. Die Saison 2023/24 spielte die B-Mannschaft in der zweiten Liga, der Cambodian League 2. Hier belegte sie einen vierten Tabellenplatz.

### Saisonplatzierung
| Saison  | Liga               | Level | Platzierung |
| ------- | ------------------ | ----- | ----------- |
| 2023/24 | Cambodian League 2 | 2     | 4.          |